# セゾングループ
セゾングループ（英語: Saison Group）は、かつて存在した企業グループ。元々は西武百貨店を中核とした流通系のグループであったが、堤清二代表の元、「脱百貨店」を掲げて多角化を推し進め、さらにバブル時代の日本において「生活総合産業」を目標に掲げて特異なマーケティングを行い、文化的にも大きな足跡を残した。
バブル崩壊後に再編・解体され、その後は旧セゾングループの基幹企業の一つであったクレディセゾンが「セゾングループ」の名を継承している（クレディセゾングループ）。グループ名の「セゾン」は、フランス語で「季節」を意味する。

## 概要

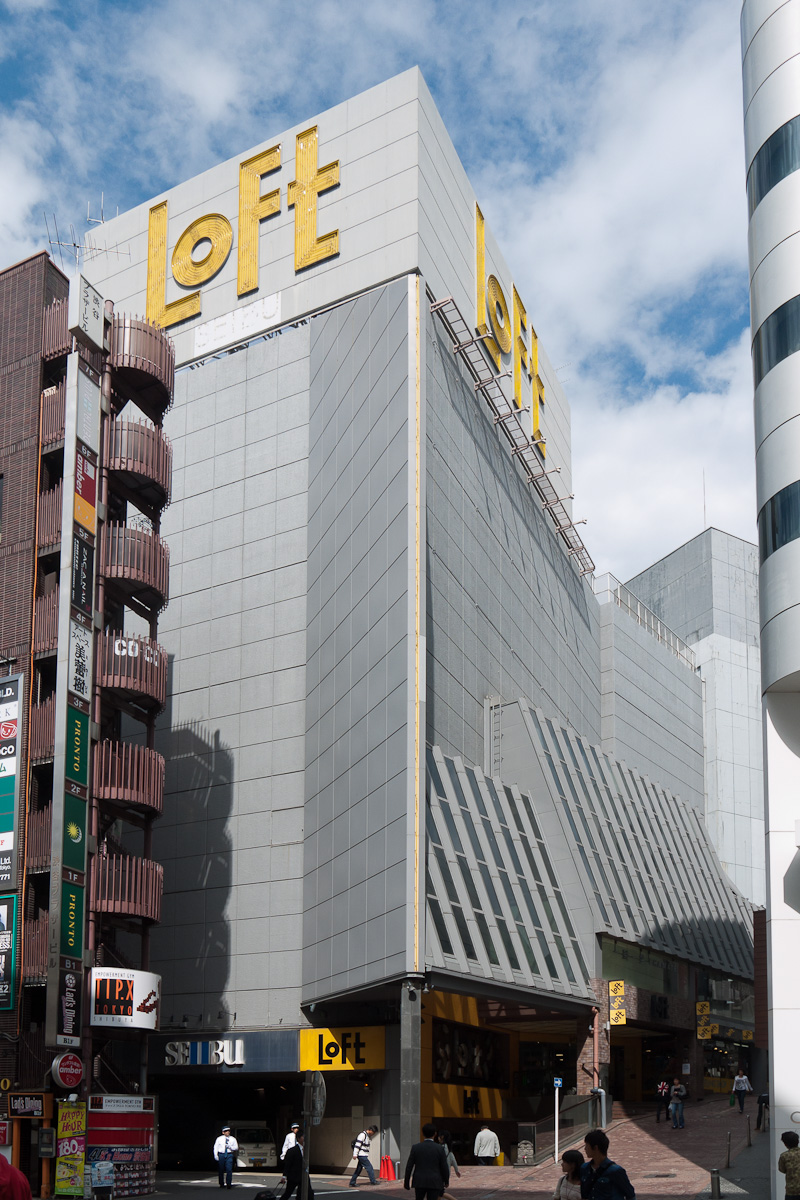
西武セゾングループの「脱百貨店」の象徴、渋谷ロフト（1987年開業）

堤康次郎が創業した、西武鉄道を中核とする「西武企業グループ」（現在の西武グループ）の流通部門を母体とする。1964年に康次郎が死去したのち、西武企業グループを継承した三男の堤義明から流通部門を託された次男の堤清二が西武流通グループとして独立。1985年には西武セゾングループと改称することで、異母弟の堤義明が指揮する西武鉄道グループとの区別を鮮明にした。元々は西武百貨店を中核としたが、多角化をさらに推し進め、1988年には「西武」を外してセゾングループと名乗ることで、「脱百貨店」の方針を明確にした。1968年の開店当初より「七十貨店」を標榜した西武渋谷店に、1987年には「雑貨店」のロフトを開店。セゾングループ各社で、同じ西武百貨店の建物に店舗を構え、シナジー効果を演出した。
西武百貨店を中核とする小売業であった「西武流通グループ」が、生活総合産業を扱う「西武セゾングループ」へと変貌した1985年の時点で基幹企業とされたのは、西武百貨店、西友（傘下に無印良品やファミリーマートなどを抱える）、西武クレジット（後のクレディセゾン）、レストラン西武（後の西洋フードシステムズ、傘下に吉野家やダンキンドーナツなどを抱える）、朝日航洋、西武都市開発（後の西洋環境開発）、西武オールステート生命保険（後のセゾン生命保険）、の八社であった。1987年にはパルコとファミリーマートが上場し、上記の八社に加わり、基幹十社体制となった。1989年には、インターコンチネンタルホテル、大沢商会を加えた基幹十二社体制となった。また、上述に収まらない個別事業の管掌及びグループ間の調整を図り、横断的な問題への対処・研究を目的に、1987年10月に「セゾンコーポレーション」が設立された。これらの基幹企業のトップと堤代表で構成される「十一人会」がグループ全体の指揮を執るという形式だったが、実質は堤清二代表のワンマン体制であった。
1968年に西武渋谷店を開店して以降、積極的な多店舗展開を行った。文人としても知られる堤代表の方針のもと、1973年には渋谷パルコに「西武劇場」を開場、1975年には西武池袋本店に西武美術館（後のセゾン美術館）を開場するなど、百貨店を文化情報発信の場と位置付け、文化施設を設置した。特にショッピングセンターパルコは、傘下にパルコ出版を設立し、1975年より若者雑誌「ビックリハウス」を出版したり、山口はるみを起用した広告などで、若者に熱狂的な支持を受けた。小売業者として同時期に西友のライバルとされたダイエー（ダイエーグループ）との違いとして、西武流通グループは「文化を売る」と評される。1973年に開業した渋谷パルコは、それまでラブホテル群と住宅街が主だった「区役所通り」を、「公園通り」という、ヤングの間で一番ナウい街に変えてしまった。
1980年代にはバブル景気を背景として急激な多角化を行った。西武タイム（出版社。米タイム社との合弁会社だが、実際はタイム傘下の放送局HBOのノウハウ吸収を目論んでいた）、ESPNケーブルネットワーク（ケーブルテレビ）、ビデオアーツ・ジャパン（ミュージックビデオ制作）、WAVE（番組制作）、シネセゾン（映画配給・映画製作）、日本衛星放送（後のWOWOW）などを設立してニューメディア（オンラインサービス、ケーブルテレビ、衛星放送など）に進出した。1983年には「音と映像の専門館」である「六本木WAVE」を開設。単なるレコード販売店に留まない情報発信の場を志向し、ミニシアター「シネヴィヴァン六本木」やオーディオ・ビデオ・コンピュータグラフィックスの製作スタジオ「SEDIC」（セディック、西武デジタルコミュニケーション）などを併設した。WAVEを通じてレコード制作に進出し、WAVEの店舗でしか売っていないレコード及び書籍を取りそろえ、さらに1987年にはWAVEを母体にFM放送局のJ-WAVEを設立した。小売業者としても、1980年より西武百貨店の広告にコピーライターの糸井重里を起用、1980年よりスーパーマーケット西友のプライベートブランドとして無印良品を設立するなど、バブル時代の人々の価値観（時代精神）にまで影響を及ぼす特異なマーケティングを行った。さらに、1987年にセゾン文化財団を設立し、メセナにも大規模に金を費やし、「セゾン文化」と呼ばれる文化を形成した。「時代の変化を誘導し、加速する役目さえ果た」したと評価され、セゾングループの「イメージ戦略」こそが、「戦後大衆社会」の象徴ともみなされた。
グループの中核とされた西武百貨店の経営状況および3000億円を超える巨額の借入金が1990年に明るみになり、それまでワンマン経営を行っていた堤代表が1991年に辞任。この時点でグループ全体で約100社を数えた。堤代表の退任後、セゾングループは高丘季昭（西友会長）、竹内敏雄（クレディセゾン社長）、和田繁明（西洋フードシステム社長）を中心とする集団指導体制に移行し、小売り（西友）、ディベロッパー（パルコ）、金融（クレディセゾン）、外食（西洋フードシステム）、流通・卸（大沢商会）、ホテル・旅行（インターコンチネンタルホテル）の6つの機能別小グループに再編された。1993年の時点で、セゾングループ全体で195社、5研究所を抱えた。西武百貨店会長としてセゾングループの経営再建に取り組んだ和田繁明をはじめ、堤の退任後もグループの経営は堤と思想を共有する堤チルドレンが担い、また堤は「セゾンコーポレーション会長」としてグループに影響力を行使し、また「セゾン文化財団理事長」としても社会に影響力を行使し、バブル崩壊後も「セゾン文化」は残存した。しかし学生時代より堤と懇意であったセゾングループ代表・西友会長・経団連副会長の高丘が1996年に死去し、新たにセゾングループのトップとなった西武百貨店会長の和田は「西武百貨店」の看板を残すためにグループ企業を次第に売却するなど、セゾングループの解体は進んだ。また和田会長はコストカットのため1999年にセゾン美術館を廃止するなど、セゾンの文化事業も廃止が進んだ。
バブル崩壊以降、東京シティファイナンスや西洋環境開発における巨額の不良債権や、堤義明のプリンスホテルに対抗するために堤清二が買収したインターコンチネンタルホテルの巨額の買収金額などがグループを圧迫。経営不振の西武百貨店に代わってセゾングループの中核となった西友にグループ全体の負債を賄う力はなく、子会社の東京シティファイナンスの負債を賄うために子会社の無印良品やファミリーマートなどを売却した末、2000年4月に住友商事の出資を仰ぎセゾングループを離脱した。和田会長は堤と思想を共有するとはいえ、堤に対して是々非々でものを言える数少ない人物で、西洋環境開発の存続をめぐって堤と和田会長が対立する中、グループ全体で3兆円を超える負債の処理をめぐってセゾングループと銀行の対立もあり、和田会長は第一勧銀との対立で1999年に退任した。堤が銀行と結託してセゾングループでの主導権を取り返そうとしているという報道もあったが、最終的に和田の方針通り、西洋環境開発は2000年に特別清算。「"モノ"から"コト"へのかけ声のもと、店づくりより街づくりを優先した（中略）西武流通グループ各社が開発した街づくりのノウハウ」を引き継いだ、という意味でセゾングループの中核であった西洋環境開発の消滅をもって西武セゾングループは崩壊した。堤会長もグループの株式を売却して100億円の私財を捻出し、これによりセゾングループに対する影響力を失った。

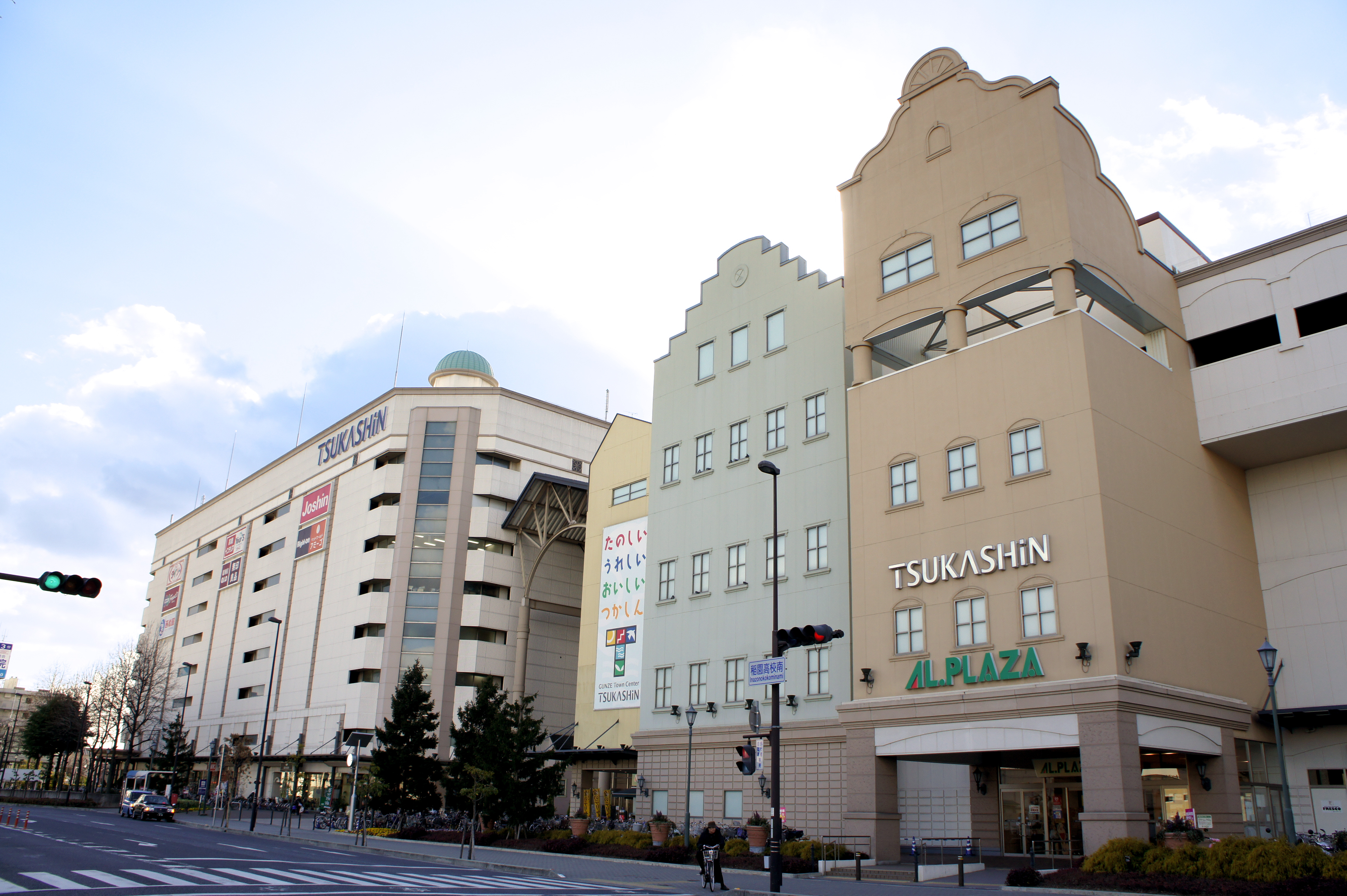
関西地区における、セゾングループによる「街づくり」の象徴、つかしん（1985年開業）。セゾングループは崩壊したが、街は残っている

2000年にそごう特別顧問となった和田繁明セゾングループ元代表幹事の指揮の下、西武百貨店は同じく経営危機にあったそごう（2000年7月に倒産、2001年3月に営業再開）との経営統合が開始され、2003年に西武百貨店とそごうの持株会社である株式会社ミレニアムリテイリング（そごう・西武）を設立、2006年にセブン&アイホールディングス傘下となり西武セゾングループを離脱した。西友は2003年にアメリカのウォルマートが買収、子会社の東京シティファイナンスも2003年に投資会社に売却した。パルコは森トラストを経て2012年より大丸松坂屋を運営するJ.フロントリテイリング傘下になるなど、2000年代に旧セゾングループは完全に解体され、資本関係はほぼなくなった。一方でクレディセゾン（セゾンカード）が旧グループの提携カードを発行するなど、一部協力関係は残っている。
セゾングループのかつての基幹企業のうち、クレディセゾンのみがグループに残り、堤家とともにセゾン文化財団などを管掌している。「セゾングループ」の商標は2021年にクレディセゾンが取得している。

## 歴史

### 鉄道との分裂
一代で西武の礎を築いた堤康次郎が1964年に急死。生前に父から徹底的な帝王学を受け、康次郎の跡を継いだ堤義明は、いったんは自らが相続した西武の流通部門を、間もなく異母兄である清二に渡した。
父なき後は「兄弟会」を設置し秩序の維持に努めたが、父の七回忌の場で義明との「相互不干渉」の確約を交わし、西武二分裂が確定的となったことで、1971年に「西武流通グループ」を旗揚げした。その後「セゾングループ」に改称した
ただしその後も、清二は1986年まで西武鉄道の取締役に名を連ねていた。また、西武線沿線の西友店舗の一部は西武鉄道からの賃貸物件で、西友・西武百貨店・パルコが西武線沿線に出店している。西武百貨店では、後に義明がオーナーとなったプロ野球・西武ライオンズのユニフォームスポンサーとなり、ライオンズの優勝セールをセゾングループ各店で行うなど、協力すべき点では協力するという関係だった。また江川事件では、三菱グループに対する抗議・制裁に西武鉄道グループと同調する姿勢を取った。
この他、堤康次郎が滋賀県出身という縁もあり、西武鉄道グループと同様に西友・西武百貨店・パルコが滋賀県にも進出した。
なお、西武ライオンズの優勝セールについては、2004年までは旧セゾングループの西武百貨店・西友・ファミリーマートで行っていた。西武百貨店がセブン&アイ・ホールディングス傘下入りした2008年以降は、西友からイトーヨーカドーに、ファミリーマートからセブン-イレブンに権利が移行している。また、そごう・西武傘下のロビンソン百貨店、東京都・埼玉県・千葉県内のそごうでも行うようになった。2018年の優勝セールの権利は、広島東洋カープの地元であるそごう広島店（別途カープの優勝セールを開催）と、エイチ・ツー・オー リテイリングおよびその傘下の阪急阪神百貨店が保有し、2019年10月に阪急百貨店に移行した西武高槻店（→高槻阪急）とそごう神戸店（→3代目神戸阪急）を除き開催された。

### 感性経営

パルコ

1969年、撤退した「東京丸物」を継承する形でパルコ第一号店を池袋に開設。パルコに限っては、奔放な性格であるが信頼を置いていた増田通二に任せ、運営には干渉せず放任した。
1973年の渋谷進出にあたっては、若者文化やアートとの協調を掲げ、従来になかったミックス型フロア構成とバラエティ感覚で挑み大反響を呼ぶ。この渋谷パルコの成功体験により、いわゆる「文化戦略」がスタートした。また、渋谷パルコの開業は、渋谷が現在のような「若者の街」へと発展する契機となった。
当時、『資本論』的な資本主義がコモディティ化によって古くなり、技術のイノベーションやコピーライトなどの知的な要素、デザインの美といったものが入らない限り、商品は売れなくなっていった時代だった。
: ──百貨店から先端の文化・情報を発信、客はまるでディズニーランドを回遊するように、渋谷に点在するギャラリーや劇場を巡って知的好奇心を満たす。快適なアメニティをロボットやニューメディアがバックアップしつつ、活動主体はあくまで人間本位。優れた文化を生む自由な社風と、互いに束縛を受けない緩やかな企業連鎖。重複事業までも認め、競合することが逆に発展的効果を促す──
こうした数量的ではなく「文学的」経営ビジョンは「感性経営」と呼ばれ話題となった。高度経済成長が一巡し、国民が物質的豊かさを享受するとともに政治的無関心が出現し始めた1970年代は、何か目新しいコンセプト、カルチャーやエンタテインメント性こそが欲望され、タイミングとして絶妙だった。こうして文化全般をポストモダン的に展開するセゾン系独特の手法は、1980年代にパルコ系「アクロス」誌が提唱した「新人類」の台頭によって支えられ、先鋭的ブランドイメージを築いた。
西武百貨店では、池袋本店は全国のモデル店として「文化」を軸に実験的な改装を重ね、また他方では、渋谷西武や渋谷パルコなどで先行開発した渋谷エリアが若者の街として急浮上し、磐石な二極体制ができあがった。池袋本店では最大規模の売上を稼ぎ出しつつ、若者文化の情報発信源と化した渋谷からは、のちに「渋谷系」やストリート系、女子高生文化といった数々の社会現象が生まれ、若者消費を牽引した。
しかし一連の急展開は、名門堤家の信用力をバックに付けた銀行融資に依存したものであり、あくなき投資で見かけ上の規模は膨張を続けるものの、利益率は著しく低いまま借金体質が続いた。

### 文化戦略
「文化の西武」を遺憾なく発揮させるには、広告から売場の末端に至るまで、外部に依存しない独自展開が必要だった。
1975年、セゾンの文化拠点として西武池袋本店に「セゾン美術館」（西武美術館）を併設。集客狙いの催事場の域を超え本格的な展示に挑み、現代アートを中心とした独自路線の展示を行った。さらに池袋店本館には数多くの文化スペースを設け、次々に新鮮な企画が打ち出された。一方でパルコ系の文化事業は、それ自体がファッション商品であると位置づける。
1975年に大型書店の「リブロ」（西武ブックセンター）、アート系書店で美術品も扱う前衛的な形態だった「アール・ヴィヴァン」（ニューアート西武）が発足。「パルコ出版」や「リブロポート」、「トレヴィル」などを通じて、販売部数は期待できない本格的な美術書や文芸書を独自に出版した。
1979年には、アングラ系小劇場・ミニシアターの先駆けとなる「スタジオ200」、学校外から知識・教養の普及を図る「コミュニティカレッジ」、日本初の総合スポーツ店「スポーツ館」を開設。
現在六本木ヒルズが建つ場所に在った「ウェイヴ」（ディスクポート西武、1983年）は、当時まだ入手困難だった音楽を集め、新たなジャンルを開拓した。
西友はスーパーマーケット業界では劣勢だったため、上質な売場提案による差別化を検討。その一環で開発され1980年に発売したプライベートブランド「無印良品」がヒットした。また脱チェーンストアとして、「西武」の名を冠し立地ごとにカスタマイズした西友独自の百貨店業態を模索した（のちのLIVIN）。
西友は米タイム社と提携し「西武タイム」（現：角川・エス・エス・コミュニケーションズ）で情報誌を展開した。これはのちにチケットセゾンを吸収し、誌面と連携した。
1982年、西武百貨店はテレンス・コンランとの提携による池袋西武「ハビタ館」より家具市場に参入。西友側では「DAIK（ダイク）」を展開し、モダンリビングのトレンドを先取りした。西武百貨店は家具専門のハビタ館の後継ともいうべく、1998年に北欧インテリア専門店「イルムス」と業務提携し、翌1999年に池袋店にイルムス館として日本初導入、スカンジナビアモダンの流行に先鞭をつけた。
1984年の映画配給「シネセゾン」など、セゾングループの映画事業への進出は、旧態依然としていた映画業界の常識を覆す斬新な取り組みが見られた。また、1987年には演劇の場として銀座セゾン劇場を開設した。
1984年には、倒産した大沢商会を傘下に収めたことで、国内高級ブランドのホールセールをほぼ独占、ファッション総合商社の西武が完成。

Loft

ホテル業では西武鉄道・国土計画グループ（当時）の「プリンスホテル」に、スケールではなく質で対抗し、少数宿泊でラグジュアリーを提供することを目指した「ホテル西洋銀座」を1987年に開業。翌1988年には国際的な高級ホテルチェーン「インターコンチネンタルホテル」を約2,800億円で買収し、西友子会社とした。
1988年には、FMラジオ放送局「J-WAVE」に出資した。

### グループの崩壊
1990年代初めのバブル崩壊から長期平成不況期に入ると、イメージ戦略は必ずしも消費と結びつかなくなり、百貨店離れ・スーパー離れを引き起こした。高級消費財や娯楽への消費は抑制され、脱・流通業として手がけられた不動産・ファイナンスは多額の負債を抱えた。またイトマン事件を巡り、西武百貨店関西が絵画取引を巡って許永中など闇社会と関わっていたことが報道されるなど、企業イメージを失墜させる不祥事も発生した。
本業の西武百貨店は、在庫・経費管理の甘さから経常利益が不振となっており（例として、最盛期の1990年2月期は売上高9,652億円に対して経常利益は24億円で、しかも3300億円の借入金があった）、店舗の改装など過剰な設備投資が目立っていた。
カリスマ的な堤家の存在を暗黙の信用担保とした体質、堤清二のワンマン体制、地方の不採算店舗など、華やかなブランドイメージの影で覆い隠されてきた問題が一気に明るみに出た。1991年に堤清二が代表から失脚し、西武百貨店に復帰した和田繁明は、店員の顧客への対応の悪さなどを「西武百貨店白書」で赤裸々に記述した。後に和田はそごうグループの再建にも当たった。
こうして本業が揺らぐ中、不動産開発の西洋環境開発（西武百貨店傘下）とノンバンクの東京シティファイナンス（西友傘下）はともに多額の負債を抱え、1990年代後半のセゾンはリストラを断行した。当初はそれぞれ親会社の西武百貨店・西友でリストラ・資産売却を実施。西友はファミリーマート・良品計画など上場子会社とインターコンチネンタルホテルグループの持株を手放した。1996年には西武百貨店からロフトが分社独立した。
しかし、第一勧業銀行（現在のみずほ銀行）を筆頭とした取引銀行団の意向は強く、それでも残った負債のために、クレディセゾンなど他のセゾングループ企業や、堤清二個人からも支援を要求したため、各所で資産売却を決行し、最後の懸案だった西洋環境開発の清算をもって、2001年に「セゾングループ」は事実上解散した。

### その後
旧セゾングループ系各社は、グループの解散により資本的根拠は薄くなったものの、協力関係は一部に残っている。
西武百貨店を傘下に置くミレニアムリテイリング（現：そごう・西武）は、2004年7月、第三者割当増資で野村ホールディングス傘下の投資会社「野村プリンシパル・ファイナンス（NPF）」が500億円、みずほフィナンシャルグループの投資子会社「みずほコーポレート」が400億円出資する事となり、NPFが筆頭株主となった。この時、クレディセゾンと西武鉄道も10億円を出資している。しかし、翌2005年にセブン&アイ・ホールディングスが株式のすべてを取得し、経営統合すると電撃的に発表した。
2006年9月にクレディセゾン（セゾンカード）は西武ホールディングスと「SEIBU プリンスカード」の発行を開始。2011年にはクレディセゾン単体で扱っていたそごう・西武の提携クレジットカードを、セブン&アイとクレディセゾンの合弁会社であるセブンCSカードサービスへ会社分割の方法で事業譲渡した。現在でもクレディセゾン（セゾンカード）が旧セゾングループの提携カードを発行することが多い。

## セゾングループ企業・団体一覧

### 基幹八社
西武百貨店
百貨店業。セゾングループ崩壊後の2003年、業務提携をしていたそごうとともにミレニアムリテイリングの傘下になり、同社もさらに2006年6月1日付でセブン&アイ・ホールディングスの完全子会社となり、ミレニアムはセブン&アイの中間持株会社（百貨店事業持株会社）となった。2009年にミレニアムは事業会社2社と合併しそごう・西武となり、かつての西武百貨店の店舗は同社が「西武」として運営している（「西武百貨店」という呼称は使用していない）。セゾングループ時代は日本各地に店舗を展開したが、現在の西武の店舗は6店舗のみとなっており、秋田店と福井店以外はすべて関東地方である。2023年9月、そごう・西武はフォートレス・インベストメント・グループに売却された。
西友
小売業（旧：西武ストアー、後：西友ストアー）。スーパーマーケット「西友」「LIVIN」などを運営。2000年に住友商事が大株主となり、2001年から米国ウォルマートと業務資本提携を締結。その後、段階的にウォルマートが株式を取得して2005年末に連結子会社となった。2006年に上場廃止。2021年にはウォルマートも株式の大半を手放し、投資ファンド・コールバーグ・クラビス・ロバーツ（KKR）が65％、楽天グループの楽天DXソリューションが20％、ウォルマートが15％という資本構成になっている。2020年代に入ってもクレディセゾンと提携していたが、2022年3月をもって提携を終了し、旧セゾングループとの関係が切れることになる。
クレディセゾン
クレジットカード業（旧：緑屋）。2004年にみずほフィナンシャルグループおよび同社傘下のユーシーカードと全面的な事業統合を発表（後に解消）。2025年現在、旧セゾングループで「セゾン」を社名に冠しているのは同社とそのグループ会社がほとんどである。他にも2010年に西友が手放した赤城自然園の運営を引き継いだほか、上述のように2021年に「セゾングループ」の商標を取得し、2022年からの中期経営計画では堤清二が掲げていた「生活総合産業」を受け継ぐ「『総合生活サービスグループ』への転換」を掲げ、2025年には社内に「セゾンイズム推進室」を設置するなど、セゾングループを継承する姿勢を強く打ち出している。また、そごう・西武、西友（2022年3月まで）、パルコ（2024年2月まで）、無印良品といった旧セゾングループ各社や西武鉄道グループなどの提携カードを発行しており（そごう・西武の「クラブ・オン／ミレニアムカード　セゾン」はセブン・フィナンシャルサービスとの合弁）、旧セゾングループや西武鉄道グループとの繋がりを維持している。
西洋フードシステムズ（現・コンパスグループ・ジャパン）
コントラクトフードサービス・飲食店事業・食品加工・流通など。レストラン西武から西洋フードシステムズを経て、2002年にコンパスグループに買収された。
独自事業として、ファミリーレストラン「CASA」を展開していた。
1970年にダンキンドーナツ（現：ダンキン）を日本で展開。後に、同じセゾングループのディー・アンド・シー（後に吉野家と合併して吉野家ディー・アンド・シー）が店舗展開した。のちに英国コンパス・グループの傘下入り。なお、ダンキンドーナツは日本からは米軍基地を除き撤退。
朝日航洋
旧:朝日ヘリコプター。かつて池袋西武屋上は世界最大のヘリポートだったことも。西武所沢工場に整備所をもった。1997年7月、西武百貨店がトヨタ自動車に所有株式を売却。現在はトヨタグループ傘下。
西洋環境開発
不動産業 - 住宅・商業施設・リゾート開発業。
セゾングループの中核企業だったが経営破綻し2001年に特別清算。セゾングループ解体の直接的な引き金となった。「生活総合産業」を掲げ、それまでの流通グループの域から脱するという特別な使命があったが、セゾンを解体に導いた。
セゾン生命保険・セゾン自動車火災保険
損害保険・生命保険業。1973年2月、西武流通グループと米国シアーズローバックはカタログ販売に関する提携を締結。それが契機となり同社と商品の輸入契約、技術契約、及び同社引き受けによる転換社債発行契約が結ばれた。そして提携の副産物として日本市場への参入を検討していた同社傘下であったオールステート保険（2000年日本撤退）との合弁会社として1975年12月、戦後初の新設の保険会社である西武オールステート生命保険が設立された。1982年9月には、オールステートの全額出資でオールステート自動車・火災保険が設立され、1984年9月、オールステート自動車・火災保険は西武流通グループが第三者割当増資を引き受けグループ入りした。
1990年、西武オールステート生命保険はセゾン生命保険に商号を変更。1997年、クレディセゾンが筆頭株主となる。その後保険業界の経営環境が変遷する中、2002年にセゾン生命保険はGEエジソン生命（現：ジブラルタ生命保険）に吸収合併された。
1998年、オールステート社がオールステート自動車・火災保険の株式90%をクレディセゾンとセゾンファンデックスに譲渡。社名をセゾン自動車火災保険に変更。さらに同年にはHISからの出資も得る。しかし2002年にはHISが損害保険ジャパンに株式を売却した。現在、SOMPOホールディングスが99.3%の株式を所有する同社の連結子会社。

### 基幹十社
パルコ
ディベロッパー業。全国にファッションビル「PARCO」を展開。また、パルコ劇場、CLUB QUATTRO、Studio PARCO、渋谷スペイン坂スタジオ（TOKYO FM）など文化事業も幅広く手掛けた。特に渋谷パルコは渋谷カルチャーの代名詞的存在であり、渋谷が現在のように若者の街として成長する原動力となった。 ダイハツ工業とも提携し、1988年にミラに特別仕様車で発売され、1995年にはオプティ、2001年にはムーヴ、YRVにパルコ仕様グレードが設定された。しかし、2002年にはセゾングループの経営再建とムーヴのフルモデルチェンジに伴い提携を解消した。現在、大丸松坂屋百貨店を運営するJ.フロント リテイリングの完全子会社である。松坂屋上野店や大丸心斎橋本店といった百貨店と併設した店舗の出店を進めている。旧セゾングループではクレディセゾンが大株主。丸井と並びファッションビルの一角を担う。
ファミリーマート
西友の子会社としてコンビニエンスストアを展開。1998年に伊藤忠商事グループが株式取得。2006年3月に良品計画との株式持ち合いを発表した。2016年9月1日、「ユニー」や「サークルKサンクス」などを傘下に置く「ユニーグループ・ホールディングス株式会社」と経営統合し、「（旧）株式会社ファミリーマート」は「ユニー・ファミリーマートホールディングス株式会社」に商号を変更、「株式会社サークルKサンクス」は「（新）株式会社ファミリーマート」に商号を改めた。

### 基幹十二社
インターコンチネンタルホテルズグループ
1988年11月、セゾングループが21億5千万ドルで買収。元パンアメリカン航空の設立及び所有で、日本、ヨーロッパ、アジア、アメリカ、アフリカ、オセアニアなど全世界に広げ10年間保有。1998年にイギリスのバスグループへ売却。
大沢商会
1890年創業の名門商社。カメラ、スポーツ用品、ラコステブランド等を扱う市場創造型の商社であったが、1984年2月、海外戦略の失敗やメインバンクを持たないこと等が主因となり、負債1026億円を抱え経営破綻。同年5月、東京地方裁判所から会社更生手続きが開始される。経営破綻前から同社の経営に参画していた白洲次郎など財界人から堤清二、セゾングループに強い要請があり、支援を決定。セゾン傘下となる。ユニマットグループに売却後、2014年に再独立。

### その他のグループ会社・団体
良品計画
1989年に西友から独立した。全国に「無印良品」を展開。ファミリーマートと株式の持ち合いをしていたが、1998年に伊藤忠グループがファミマ株を取得したため、殆どの株式を手放す。2006年3月に株式の持ち合いを発表し、再度関係を強化したが、2019年には関係を解消。旧:セゾングループの中では、クレディセゾンが主要株主。
ロフト
雑貨店。西武百貨店が従来の百貨店の枠を破る専門大店構想を掲げ、ニューヨークの芸術家らの活動がソーホー地区のロフトから始まったことに着想を得て、「LOFT」と命名。1987年11月、渋谷に1号店をオープン。当時渋谷店長であった水野誠一がプロデュース。多店化。1992年に西武百貨店会長に就任した和田繁明の経営改革によって分社可能な事業は分離する方針に則り、独立。セゾングループ解体後、西武百貨店との資本関係が離れたが、後にセブン&アイホールディングス傘下のそごう・西武（西武百貨店の後身）が子会社とし74.8%の株式を所有（セブン&アイ間接子会社）。2022年、セブン&アイは、そごう・西武の米国投資会社への売却に先立ち、そごう・西武が保有するロフト株式を同社に移管し、直接の子会社とした。セブン&アイ以外の主要株主はクレディセゾン。
WAVE
音楽・映像ソフト販売（WAVE）。上述のロフトと同様、専門大店構想に沿って、六本木のシェル石油給油所跡地を同社関連会社と西武流通グループによる提携によって再開発ビルを建設。1983年11月、音と映像の専門館「WAVE」をオープン。その後多店舗展開。西洋環境開発、パルコ、タワーレコード傘下を経て、ノジマが子会社化。さらにDVDの販売・買い取り店舗などを運営するメディアマーケティングシステムに売却されるなど、目まぐるしい資本の変遷を経て、2011年に自己破産。
リブロ
西武ブックセンター（西武百貨店書籍部）として池袋西武に誕生、主にセゾン系テナントとして拡大した書店チェーン。アバンギャルドやコンテンポラリーアート、最新の洋書などを扱う流行の感度の鋭さから、青山ブックセンターと並び称される存在だった。現在、日本出版販売の傘下。2015年7月に池袋本店が西武池袋本店から撤退し閉店。
ザ・ガーデン自由が丘（シェルガーデン）
シェル石油や国分などが出資して東京・自由が丘でシェルガーデンとして開店した高質食品スーパー。西友による出資を経て西武百貨店傘下の企業となり現在の店名になる。現在はセブン&アイHDの100%子会社（内10%はそごう・西武）。関東地方を中心に西武百貨店とそごうのほか、近年は小型店をJR東日本や西武鉄道の駅商業施設内に展開している。
池袋ショッピングパーク
1959年4月、地下駐車場、ショッピングセンター（SC）の経営を目的に池袋地下道駐車場株式会社として、西武鉄道、西武百貨店などの出資によって設立。64年9月「池袋ショッピングパーク（ISP）」と命名されオープン。SCのはしりであり、歴代社長は西武百貨店出身者が多かった。現在は、セブン&アイHDが60.7%の株式を間接所有する同社の連結子会社（直接保有はそごう・西武）。そごう・西武以外の大株主は西武鉄道グループの西武ホールディングスが24.2%を間接保有。
吉野家
ファーストフード業。1980年7月、急速な多店舗展開、顧客の嗜好が多様化しているにも拘らず、牛丼単一メニューの提供、米国での事業失敗などから負債総額115億円を抱え倒産。会社更生手続きが受理され、自力更生の目途が立った段階で西武流通グループに協力が要請され、全面支援を決定。1986年、レストラン西武（のちの西洋フードシステムズ）傘下となる。1988年3月、同社のグループ企業であったディー・アンド・シーと合併。社名を吉野家ディー・アンド・シーに変更。1992年9月、たたき上げの安部修仁が社長に就任。不採算であったダンキンドーナツ事業からの撤退。デフレーション下における牛丼の値下げ競争、BSE問題に直面。
2000年には、西武百貨店が伊藤忠フレッシュに吉野家株の売却を開始。翌年には、伊藤忠フレッシュが西洋フードシステムズに次ぐ2位株主に浮上。さらに、2003年度には西洋フードシステムズに経営危機が表面化。吉野家株を売却したため伊藤忠フレッシュが筆頭株主となる。2004年には西洋フードシステムズは英国のコンパスグループ傘下となり、吉野家株を売却した。これにより、セゾングループから外れている。2007年10月、吉野家ディー・アンド・シーは吉野家ホールディングスに社名を変更。持株会社に改組。国内牛丼事業は新たに設立した株式会社吉野家が担う体制へ移行した。
西武自動車販売
フランスのシトロエン・プジョー、スウェーデンのサーブなどの輸入販売元。1960年代前半からシボレーなど大型米国車の輸入販売会社として存在していたが、1970年前後に取り扱い車種をフェラーリなどのマニア向け欧州車に変更。1995年、クライスラー日本法人へ売却される。
新西武自動車販売
フランスの自動車シトロエンの輸入元。西武自動車販売のクライスラー日本法人への売却後、シトロエンの輸入販売を継続するため設立。シトロエンが「シトロエン・ジャポン」を設立して直接販売に乗り出したことにより2002年に清算。
ジャガージャパン
1986年、英国の高級車ジャガーと西武百貨店との共同出資で日本法人「ジャガージャパン株式会社」を設立。1999年、西武百貨店が資本を撤退しジャガー・カーズが単独で展開していた。その後ジャガー・カーズの親会社フォード・モーターのブランド戦略に伴い、2001年12月、同じイギリスの高級車ランドローバーの日本総輸入元「ピー・エー・ジー・インポート」（旧ランドローバージャパン）に吸収合併された。
西武日産販売（日産自動車系ディーラー・ブルーステージ）
東京日産モーターと共に、東京地区でセドリックなどの高級車をメインに販売していたが、2001年7月1日、東京日産モーターに吸収合併された。後に東京日産モーターも日産プリンス東京販売に吸収合併された。
オートピア西洋
スズキのカーディーラー。グループ内需要を請け負う。2013年9月、兵庫県の輸入車ディーラー「ジーライオングループ」（株式会社クインオート）が経営権を取得する。
セゾンファンデックス
抵当証券業・消費者金融業（旧:西武抵当証券）。住宅金融専門会社（住専）問題で損失を被った後、クレディセゾンの完全子会社となる。カードの決済代行、クレディセゾンATM機での代行融資及び貸付等を事業とする。
セゾン情報システムズ
情報システム業。西武百貨店と西友の電算部門を統合し設立。その後、西武都市開発（西洋環境開発の前身）の電算部門、緑屋計算センター（緑屋の電算子会社）を統合。1993年店頭公開。2015年3月末現在、クレディセゾンが46.8%の株式を所有する持分法適用関連会社。セゾングループが解体後も、そごう・西武、西友など旧グループ企業との取引関係は維持される。
セゾン証券
西武クレジットが埼玉県の地場証券会社であった埼央証券に資本参加。同社が新西洋証券に商号変更。西武百貨店内に小型店舗を設け個人顧客を対象に営業を展開。1995年4月丸一証券と合併し、セゾン証券に商号変更。2001年マネックス証券に吸収合併。
東京シティファイナンス
西友子会社のノンバンク。1982年、西友ファイナンスとして設立。当初は西友のハウスカード発行を主業とするが、グループ内のカード業務は西武クレジットに集中させることとなったため、共管しない部門へ進出。法人融資事業、提携企業社員に対する融資事業、及びキャッシュディスペンサー（CD）を立石電機と共に開発。それを「SEIYUキャッシュポイント」と命名したCDコーナーに設置。CDを各カード会社に開放した上で、手数料を徴収するフィービジネスを主な事業とした。1989年には西武百貨店の子会社であった旧:東京シティファイナンス、さらに日本社員融資と合併。新社である東京シティファイナンスが発足する。初代社長以外の歴代社長は第一勧銀（DKB）出身者が占め、実質的には西友の管理は弱く、DKB色が強かった。
バブル期にリゾート開発など事業者向けの不動産抵当融資を積極的に行った結果、1兆円前後の不良債権が発生。その中には尾上縫債権も含まれていた。1999年に経営が行き詰まり2000億円の債権放棄をDKBへ要請するも、負債総額が西友の重荷となり経営不振へ陥る元凶となった。2000年代にローンスターグループに買収され、東京スター銀行の子会社となる。
J-WAVE
1988年、当時としては珍しい音楽中心のラジオ局として、西武百貨店や西友などの出資によって開局した都下2局目の民間FMラジオ局。J-POPなる和製英語は、J-WAVEが起源。現在、旧：セゾングループではクレディセゾンが同社の主要株主。
SSコミュニケーションズ
角川グループに譲渡され角川・エス・エス・コミュニケーションズへと社名変更した後、2011年1月に角川マーケティングに吸収合併され消滅。セゾングループとタイムの合弁会社であり、「西武タイム社」として創業した。タイムの西友への株式譲渡以後は、西友傘下の出版社だった。「レタスクラブ」「マネープラス」などを発行。また「チケットセゾン」の事業も同社にて実施。チケットセゾンの実質的な後身であるエンタテインメントプラスに角川グループホールディングスが5%出資していたのはこの関係である。
コンチェルト
西武百貨店旅行事業部ほかセゾン系レジャー部門が母体。現在はパチンコ店「コンサートホール」を展開。クレディセゾン系。セゾン系テナントビル「ザ・プライム」にも入居。
パシフィックツアーシステムズ
グループ内に散らばる旅行代理店を集約。ヴィーヴルから一部分離、さらに西友旅行事業部、太平洋観光が統合。マルイ旅行センターを吸収。現在JTB傘下。
東海観光（現：アゴーラ・ホスピタリティー・グループ）
（東京証券取引所コード9704）
さくら観光が前身で、その後三井物産の資本参加や東証への株式上場、及び元子会社（旧：東海観光事業）の吸収合併を経て現在の東海観光へ社名変更なる。東京都港区高輪にあったホテル高輪などを運営していた（1996年に閉館）。その後、同社の経営権を掌握していた三井物産が同社グループ内のレジャー事業の見直し等から、当時の西武セゾングループ（後:セゾングループ）各社への株式譲渡をもって同グループの傘下に入る。
平成初期のバブル崩壊後に経営難に陥りセゾングループが資本撤退すると、97年に新たなパートナーとして香港における不動産・レジャーの大手「ファー・イースト・コンソーシアム・インターナショナル」（FECI）のグループ企業を親会社に迎え入れ、不動産事業へ進出。しかし、2年経過しても経営状態があまり良くならなかったためFECIグループが保有する同社株式を市場へ大量売却、同グループから事実上の資本独立を余儀なくされる。
以後、子会社を通じ国内にある多くの賃貸不動産を取得するなどして自力での経営再建。2012年5月1日、商号を東海観光株式会社から株式会社アゴーラ・ホスピタリティー・グループへ変更した。
八ヶ岳高原海ノ口自然郷
1963年、西武百貨店不動産部が開発を始めるが、途中、西武鉄道への移管をはさみ、西武都市開発（西洋環境開発）が開発を進展させる。高原ロッジ、八ヶ岳高原音楽堂等を設置。現在、一帯の管理、別荘販売及びロッジの運営等はそごう・西武の子会社（セブン&アイHDの孫会社）である八ヶ岳高原ロッジが担い、「西武・そごうの別荘地」と銘打たれている。
東京テアトル
戦後創業されたレジャー会社。1990年代に西洋環境開発の傘下に入る。のちセゾンから独立。セゾンファンデックスが第8位、パルコが第10位株主（2015年3月末現在）。
セゾン劇場
東京・銀座の「銀座セゾン劇場」運営会社。西友子会社で1999年に閉館・会社を清算したが、翌2000年に当時セゾングループだった東京テアトルが事業継承し「ル テアトル銀座」として再出発した。2007年に「ル テアトル銀座 by PARCO」としてパルコに運営移管。2013年5月に営業終了。解体される。
ホテル西洋銀座
1987年開業。東京テアトルが事業継承。2013年5月に営業終了。解体される。
朝日工業
旧：朝日化学肥料が旧：日本ニッケル（解散）の鉄鋼部門を吸収合併してできた西武化学工業が前身（当時、西武鉄道グループの一員だった）。その後セゾングループから離れるなどして、現在は阪和興業や三井物産等の商社各社、アサガミ、日本マタイ等の資本参加を受けて再生、JASDAQに株式上場を果たす。
朝日食品工業
上記会社と同じく旧:西武化学工業が前身。後に農芸・鉄鋼の両部門を朝日工業として企業分割、社名を改称。一時期は新潟県長岡市の清酒メーカー柏露酒造を系列に加え社長を派遣した。1972年に埼玉県行田市で西武流通グループの大豆食品事業会社「朝日食品」として創業。1985年に西武化学工業に吸収合併され「朝日工業」と改称、1992年に大豆・小麦食品事業が分社化して「朝日食品工業」に改称。長らくセゾングループの一員となっていたが、2004年に第一経営グループに収まった。しかし2009年同グループが経営破綻したため、ファミリーマート主導で再建・再編され、大豆・小麦製品製造販売の株式会社ジョイアス・フーズとなる。2014年に大豆食品事業が分社化して韓国の食品メーカー「プルムウォン」（1981年創業、本社ソウル）に買収され、2016年に社名を株式会社アサヒコに変更（本社・さいたま市中央区）。小麦製品部門は2016年1月29日、ジョイアス・フーズの日清製粉グループ本社が株式の65.1%を取得した上で同社名のまま連結子会社とされた。
公益財団法人セゾン文化財団
1987年7月、堤清二の私財によって設立。堤が死去するまで理事長を務めた。創造活動への支援、長期的視点に立った継続的な支援、資金のみではない複合的な支援を基本方針として活動を展開している。1994年、優れた作品づくりのためには稽古場が必要であるとの若い芸術家の要望に応え、江東区に森下スタジオを開設。2003年には企業メセナ協議会から「メセナ大賞2003 舞台芸術牽引賞」、2009年には米国のコロンビア大学日本文化センターからドナルド・キーン賞を授与される。旧：セゾングループのセゾン投信、東京テアトル、パルコ、良品計画が法人賛助会員として支援。
セゾン美術館
1975年9月、堤清二の「時代精神の根拠地」宣言の下、西武美術館として開館。1989年セゾン美術館に改称。日本に世界の現代美術を紹介した。1992年には西武百貨店から西友の管轄となり、同年、百貨店会長に就任し改革を断行した和田繁明の決断によって、1999年閉館。
公益財団法人セゾン現代美術館
1962年、堤康次郎が収集した美術品の保存及び一般公開を目的に、東京都港区高輪の高輪プリンスホテル内に「高輪美術館」として開館。その後セゾングループによる現代美術コレクションが充実してきたことから、1981年に現代美術を収蔵する「軽井沢高輪美術館」が開館、1991年に現在の名称に改称。

### 運営業態
「西武」店→LIVIN
西友が西武百貨店のブランド力を利用し、同百貨店の名称・意匠を借り、独自に百貨店業態として追求したもの。主に「○○西武」を名乗っていた（錦糸町西武など）。紙袋・包装紙・制服も西武百貨店と同一のものを使用していた。しかし、1990年代にグループの解体と西武百貨店と区別がし難く、顧客からの苦情が相次いだため、名称も1998年から2000年にかけて、新生活百貨店「LIVIN」へ名称を改称した。現在は、各種セールや取り扱う商品類も、西友店舗と特に区別は無くなっている。
イルムス
北欧インテリア・雑貨・家具専門館。デンマークの「ロイヤルスカンジナビア」社と資本・業務提携（1998年）。同社の展開する北欧インテリア店「イルムス」を池袋店に「イルムス館」として日本初導入（1999年）。2001年にイルムスジャパン設立。2003年5月には伊藤忠商事が資本参加。西武百貨店から株式の85%取得。今でも多くは、ミレニアム系の西武百貨店やそごうに出店している。
ハウディ西武
西武百貨店の高質食品スーパー。都内にあったいくつかの店舗は、後述のシェルガーデンに転換した。
ダンキンドーナツ
西洋フードコンパスグループや吉野家ディー・アンド・シー傘下で店舗展開した。1998年に業績不振で日本から撤退（米軍基地を除く）。
リボン館
コナミスポーツ&ライフへ譲渡された。
キッズファームPAO
小田急のカリヨン館に影響されて西武が渋谷に建設した「母と子供の百貨店」。1992年3月にオープンしたものの、1994年11月で閉店。翌1995年3月より宇田川町にあったタワーレコードが同ビルに移転した。

### 注
1. ↑  ひとつの理由として、緑屋を傘下に納めて金融業に進出するにあたり、クレジットカードに西武の名があると系列外での使用に制約がかかるという事情もあった。（本注釈は、辻井喬『叙情と闘争 辻井喬＋堤清二回顧録』＜中公文庫＞、Kindle版 位置No.2825-による）
2. ↑  但し、1988年の優勝時は当時の昭和天皇が闘病中であったことに配慮し、優勝セールは行わなかった[11]。
3. ↑  なお、そごう神戸店では西武百貨店との経営統合前だが、阪神タイガース（阪神電気鉄道が保有する建物に入居しているため）やオリックス・ブルーウェーブ（一時期、神戸市を本拠地としていた）の優勝セールを開催したこともあった。
4. ↑  西友ファイナンス自体はキャッシュカードを発行しない。
5. ↑  セゾンとは別だが西武鉄道グループなどが出資したFMラジオ局NACK5（J-WAVE同様、開局は1988年）もある。またセゾンは、TOKYO FMとの共同で渋谷にスタジオを設けた。